# آري بن ميناش
آري بن منشيه (بالعبرية: ארי בן מנשה‏) (بالعبرية: ארי בן מנשה)؛ (ولد في طهران، 4 ديسمبر 1951) هو إيراني الأصل والمولد، إسرائيلي الجنسية، رجل أعمال ، ومستشار أمني ومؤلف. وكان سابقا موظفا في شعبة الاستخبارات العسكرية الإسرائيلية من 1977 إلى 1987 وتاجر أسلحة. يعيش الآن في مونتريال، كيبيك، كندا، ويدير شركة تصدير السلع الدولية، «تريغر ريسورسز أند لوجيستيك».

## خلفية
آري بن مناش ضابط موساد إسرائيلي عمل لمدة عشر سنوات بموقع حساس في قسم العلاقات الخارجية في وزارة الدفاع الإسرائيلية وكان مسؤول عن الحسابات الإيرانية وكان له دور مهم في عملية الرهائن مقابل السلاح والتي تعرف بـ إيران - كونترا وكان له دور بارز في القبض على مردخاي فعنونو وقد تم القبض على بن ميناش في نيويورك واتهامه بأنه يتأمر مع أخرين لخرق قانون الرقابة على الأسلحة سنة 1989 ولكن المحكمة برأته من كل التهم الموجهة له عام 1990 وقام بتأليف كتاب بعنوان فوائد الحرب وكان يريد بهذا الكتاب الانتقام من الموساد .
في عام 1999 أنشأ شركة لجمع المعلومات الاستخبارية مقرها في كندا وبني لها قاعدة عملاء في العديد من الدول، وقدمت الشركة العديد من الخدمات الاقتصادية والصناعية وخدمات الحماية، كما أنه حصل على الجنسية الكندية، كما أنه كان يحقق في قضية دودي الفايد والأميرة ديانا والتقى مع محمد الفايد عدة مرات